# 伊洛斯·皮薩諾
伊洛斯·皮薩諾（義大利語：Eros Pisano；1987年3月31日—）是一位意大利足球運動員。在場上的位置是右後衛。他現在效力於意大利足球甲級聯賽球隊維羅納足球俱樂部。他曾效力於巴勒莫足球俱樂部。